# Three Brothers (öar)
Three Brothers är fyra små öar i Brittiska territoriet i Indiska oceanen (Storbritannien). De ligger i den västra delen av Brittiska territoriet i Indiska oceanen.